# فاليري برودوف
فاليري برودوف (بالروسية: Брудов, Валерий Александрович) مواليد 27 نوفمبر 1976 في نوفوسوكولنيكي، بسكوف، روسيا، هو ملاكم محترف روسي بدأ مسيرته الاحترافية سنة 1999.

## المسيرة الاحترافية
من نزالاته:
- خسر أمام كرزيستوف وداراكزيك بالضربة الفنية القاضية (04-03-2016).

## إحصائيات
خاض خلال مسيرته 58 نزالا، فاز في 44 وخسر في 14. فاز بالضربة القاضية في 30 نزالا.

## روابط خارجية
- فاليري برودوف على موقع بوكس ريك (الإنجليزية) (registration required)